# 안정 동위 원소
안정 동위 원소(安定同位元素, stable isotope)는 방사성 붕괴를 하지 않는 안정한 동위 원소를 말한다. 254개의 안정 동위 원소가 존재하며 이들은 모두 안정하다.

## 분류
안정 동위 원소는 1H에서 208Pb까지 254개가 존재한다. 이중 164개의 동위 원소들은 이론상으로 붕괴할 수 있는 조건이 존재하므로 관측상 안정 동위 원소로 구분되고 있다.

## 관측상 안정 동위 원소의 붕괴 여부
1H에서 92Zr까지의 90개의 안정 동위 원소는 이론상으로 붕괴를 하지 않고 영원히 존재한다. 만약에 양성자가 붕괴된다면 이들도 붕괴를 하겠지만 아직 양성자(1H
)가 붕괴하는 모습이 관측되지 않았고, 어쩌면 양성자는 이론과는 다르게 영원히 존재할 수도 있다. 양성자가 붕괴하지 않는다면 이들 90개의 안정 동위 원소는 영원히 존재하게 된다.
93Nb이상의 핵자수 93개 이상의 동위 원소는 붕괴할 수 있는 조건이 매우 약간이나마 존재하기 때문에 관측상 안정 동위 원소로 구분되고 있다. 하지만 가장 무거운 208Pb조차도 붕괴되는 모습이 관측되지 않았다. 만약에 이들이 붕괴한다고 해도 반감기가 매우 길기 때문에 먼 미래에도 관측이 불가능 할 수도 있다.
하지만 관측상 안정 동위 원소들도 이론과는 다르게 영원히 존재할 수도 있다.

## 같이 보기
- 동위 원소
- 방사성 동위 원소
- 인공 방사성 동위 원소
- 지구화학